# Хандель-Маццетти, Генрих Рафаэль Эдуард фон
Барон Генрих Рафаэль Эдуард фон Хандель-Маццетти (нем. Heinrich Raphael Eduard von Handel-Mazzetti, 1882—1940) — австрийский учёный (ботаник, миколог) и путешественник, исследователь флоры Европы (Австрии, Италии, Греции), Китая, Ирака, Курдистана.
В русскоязычной литературе иногда встречается другое написание фамилии учёного — Гандель-Маццетти.

## Краткая биография
Генрих фон Хандель-Маццетти происходил из знатного австрийского рода. Дед Генриха со стороны отца, барон Генрих фон Хандель, занимал в середине XIX века высокие посты в австрийской армии. Его супругой была баронесса Каролина фон Маццетти (нем. Caroline von Mazzetti); поскольку она была последней представительницей своего рода, Генрих фон Хандель и Каролина фон Маццетти приняли решение объединить свои фамилии. У них было несколько детей, в том числе Эдуард фон Хандель-Маццетти (нем. Eduard von Handel-Mazzetti, 1838—1898), отец учёного. Среди других представителей семьи Ханделей-Маццетти можно отметить австрийскую писательницу, автора нескольких исторических романов Энрику фон Хандель-Маццетти (нем. Enrica von Handel-Mazzetti, 1871—1955), дочь одного из братьев Эдуарда.
До десяти лет образованием Генриха фон Ханделя-Маццетти занималась его мать, после этого он учился в школе в Инсбруке. В 1901 году поступил в Венский университет — и уже в возрасте двадцати лет он опубликовал первую научную работу, посвящённую новым таксонам во флоре северного Тироля. Большой вклад в становление Генриха как учёного внёс профессор Рихард Веттштейн (1863—1931).
С 1903 года — на должности демонстратора в Ботаническом институте Венского университета, в 1905 году был повышен в должности и стал ассистентом. В начале 1907 года защитил докторскую диссертацию, посвящённую роду Одуванчик (Taraxacum), поразив всех большим объёмом собранного материала.
Генрих фон Хандель-Маццетти участвовал в нескольких экспедициях в Азию, организованных Австрийской академией наук, занимался ботаническими исследованиями в Китае, Ираке и Курдистане.
В течение многих лет он занимал должность куратора отделения ботаники Венского Музея естествознания (нем. Naturhistorisches Museum).
Известно, что Генрих фон Хандель-Маццетти был убеждённым пацифистом.
Учёный погиб в результате несчастного случая: вечером 30 января 1940 года, выйдя из Ботанического института, он в темноте (связанной со светомаскировкой) был сбит немецким военным транспортным средством. 1 февраля он скончался в больнице.

## В честь Генриха фон Хандель-Маццетти
В честь Генриха фон Хандель-Маццетти названы многие виды растений, такие таксоны имеют видовые эпитеты handelii, handel-mazzettii или mazzettii. Список таких таксонов можно найти в базе данных International Plant Names Index (IPNI).

## Научные работы
Большинство научных работ Ханделя-Маццетти посвящены результатам ботанических экспедиций, в которых он участвовал. Некоторые из них:
- Monographie der Gattung Taraxacum («Род Taraxacum») // Universität Wien. Botanischer Garten und Botanische Institut. — Лейпциг, Вена: F. Deuticke, 1907. (нем.)
- Asclepiadaceae und Apocynaceae («Семейства Asclepiadaceae и Apocynaceae»). — Вена: K.K. Hof- und Staatsdruckerei, 1908. (нем.)
- (В соавторстве с Viktor Pietschmann.) Die Expedition nach Mesopotamien («Экспедиция в Месопотамию»). // Naturwissenschaftlicher Orientverein, Vienna. Mesoptamian Expedition. — Вена, 1911. (нем.)
- Zur Geographie von Kurdistan («География Курдистана»). // Aus den Ergebnissen der Mesopotamienexpedition des Naturwissenschaftlichen Orientvereins in Wien, 1910. — Гота, 1912. (нем.)
- Neue Aufnahmen in NW-Yünnan und S-Setschuan (Erläuterungen zur Karte). — [Вена: A. Hölder, 1921]. (нем.)
- Plantae novae sinenses («Новые растения из Китая»). — Вена, 1923. (лат.)
- Naturbilder aus Südwest-China: Erlebnisse und Eindrücke eines Österreichischen Forschers während des Weltkrieges. — Вена: Österreichischer Bundesverlag für Unterricht, Wissenschaft und Kunst, 1927. (нем.) A Botanical Pioneer In South West China (англ.) (перевод книги на английский язык на сайте Web Project Paeonia)  (Дата обращения: 24 декабря 2009)
- (В соавторстве с Norbert Lichtenecker.) Kartenaufnahmen in Hunan und ihre geographischen Erbegnisse. // Österreichische Akademie der Wissenschaften. — Denkschriften. 101. Bd., [1928]. (нем.)
- Pteridophyta. — Вена: J. Springer, 1929. (нем.)
- Anthophyta. — Вена: J. Springer, 1929—1936. (нем.)
- (В соавторстве с V. F. Brotherus и др.) Symbolae sinicae: botanische Ergebnisse der Expedition der Akademie der Wissenschaften in Wein nach Südwest-China, 1914—1918. // Österreichische Akademie der Wissenschaften. — Вена: J. Springer, 1929—1937. (нем.)
- (В соавторстве с Oscar Drude.) Der ökologe auf reisen. // Handbuch der biologischen Arbeitsmethoden … 25 cm. abt. XI, Methoden zur erforschung der leistungen des pflanzenorganismus. t. 5 (1932) p. [57]—76. (нем.)
- (В соавторстве с Karl von Keissler и Heinrich Lohwag.) Fungi. // Österreichische Akademie der Wissenschaften. — Вена: J. Springer, 1937. (нем.)
- Reise-Bilder aus Mesopotamien und Kurdistan… (нем.)